# 气敏传感器
氣體感測器是感測器領域的一個重要分支，它可以感受外界氣體的變化並且能將其轉變為可利用的訊號，從而實現對特定種類的氣體的檢測。